# Pentanisia monticola
Pentanisia monticola là một loài thực vật có hoa trong họ Thiến thảo. Loài này được (K.Krause) Verdc. mô tả khoa học đầu tiên năm 1952.